# Sars-Poteries
Sars-Poteries är en kommun i departementet Nord i regionen Hauts-de-France i norra Frankrike. Kommunen ligger i kantonen Solre-le-Château som tillhör arrondissementet Avesnes-sur-Helpe. År 2022 hade Sars-Poteries 1 411 invånare.

## Befolkningsutveckling
Antalet invånare i kommunen Sars-Poteries
| Referens: INSEE |